# Balonmano masculino en los Juegos Asiáticos
El Balonmano masculino en los Juegos Asiáticos inició su participación en la edición de 1982 en Nueva Deli, India y ha estado en el programa de los juegos desde entonces.
Corea del Sur es el país que ha dominado la disciplina con 5 medallas de oro.

## Ediciones anteriores
| Año  | Sede                |               | Final       | Final         | Final          |             | Tercer lugar   | Tercer lugar | Tercer lugar |
| Año  | Sede                | Oro           | Resultado   | Plata         | Bronce         | Resultado   | 4.º lugar      |              |              |
| 1982 | New Delhi           | China         | 24–19       | Japón         | Corea del Sur  | 32–22       | Kuwait         |              |              |
| 1986 | Seoul               | Corea del Sur | No playoffs | China         | Japón          | No playoffs | Kuwait         |              |              |
| 1990 | Beijing             | Corea del Sur | No playoffs | Japón         | Arabia Saudita | No playoffs | China          |              |              |
| 1994 | Hiroshima           | Corea del Sur | No playoffs | Japón         | China          | No playoffs | Kuwait         |              |              |
| 1998 | Bangkok             | Corea del Sur | 29–18       | Kuwait        | Japón          | 28–23       | Irán           |              |              |
| 2002 | Busan               | Corea del Sur | 22–21       | Kuwait        | Catar          | 28–21       | Japón          |              |              |
| 2006 | Doha                | Kuwait        | 27–24       | Catar         | Irán           | 31–27       | Corea del Sur  |              |              |
| 2010 | Guangzhou           | Corea del Sur | 32–28       | Irán          | Japón          | 27–20       | Arabia Saudita |              |              |
| 2014 | Incheon             | Catar         | 24–21       | Corea del Sur | Baréin         | 28–25       | Irán           |              |              |
| 2018 | Yacarta / Palembang |               | Catar       | 32–27 (pró.)  | Baréin         |             | Corea del Sur  | 24–23        | Japón        |

## Títulos por País
| País           | Oro | Plata | Bronce |
| -------------- | --- | ----- | ------ |
| Corea del Sur  | 6   | 1     | 2      |
| Catar          | 2   | 1     | 1      |
| Kuwait         | 1   | 2     |        |
| China          | 1   | 1     | 1      |
| Japón          |     | 3     | 3      |
| Irán           |     | 1     | 1      |
| Baréin         |     | 1     | 1      |
| Arabia Saudita |     |       | 1      |

## Tabla Histórica
| País            | Apariciones | J  | G  | E | P  |
| --------------- | ----------- | -- | -- | - | -- |
| Baréin          | 5           | 28 | 13 | 0 | 15 |
| China           | 9           | 45 | 24 | 2 | 19 |
| China Taipéi    | 2           | 11 | 4  | 0 | 7  |
| Hong Kong       | 4           | 19 | 2  | 0 | 17 |
| India           | 4           | 19 | 3  | 0 | 16 |
| Irán            | 5           | 31 | 15 | 0 | 16 |
| Japón           | 9           | 50 | 31 | 2 | 17 |
| Kuwait          | 8           | 43 | 23 | 3 | 17 |
| Líbano          | 1           | 4  | 2  | 0 | 2  |
| Macao           | 1           | 4  | 0  | 0 | 4  |
| Mongolia        | 3           | 14 | 0  | 0 | 14 |
| Corea del Norte | 1           | 5  | 1  | 0 | 4  |
| Omán            | 1           | 7  | 3  | 0 | 4  |
| Catar           | 5           | 31 | 23 | 1 | 7  |
| Arabia Saudita  | 6           | 33 | 15 | 1 | 17 |
| Corea del Sur   | 9           | 51 | 43 | 2 | 6  |
| Siria           | 1           | 6  | 3  | 0 | 3  |
| Tailandia       | 1           | 4  | 0  | 0 | 4  |
| UAE             | 6           | 26 | 6  | 1 | 19 |
| Uzbekistán      | 1           | 5  | 1  | 0 | 4  |